# Nureni Gbadamosi
Nureni Gbadamosi (ur. 26 grudnia 1947) – nigeryjski bokser wagi koguciej, uczestnik Letnich Igrzysk Olimpijskich 1980. 
Podczas igrzysk w Moskwie, startował w tejże wadze. W pierwszej rundzie miał wolny los. W drugiej przegrał z późniejszym brązowym medalistą, reprezentantem Gujany, Michaelem Anthonym (0–5).